# Богатськ
Бога́тськ (каз. Богатск) — село у складі Байтерецького району Західноказахстанської області Казахстану. Входить до складу Янайкінського сільського округу.
Населення — 49 осіб (2021; 87 у 2009, 149 у 1999, 175 у 1989).